# Otatitlán, Veracruz
Otatitlán är en ort i Mexiko.   Den ligger i kommunen Otatitlán och delstaten Veracruz, i den sydöstra delen av landet, 400 km öster om huvudstaden Mexico City. Otatitlán ligger 23 meter över havet och antalet invånare är 4 653.
Terrängen runt Otatitlán är platt. Runt Otatitlán är det ganska tätbefolkat, med 86 invånare per kvadratkilometer. Närmaste större samhälle är Tuxtepec, 13,8 km sydväst om Otatitlán. Trakten runt Otatitlán består till största delen av jordbruksmark.